# ديفيد غيلر
ديفيد غيلر (بالإنجليزية: David Giler)‏ (و. 1930  م) هو كاتب سيناريو، ومنتج أفلام، ومنتج منفذ أمريكي.

## وصلات خارجية
- ديفيد غيلر على موقع IMDb (الإنجليزية)
- ديفيد غيلر على موقع ألو سيني (الفرنسية)
- ديفيد غيلر على موقع بوكس أوفيس موجو (الإنجليزية)
- ديفيد غيلر على موقع قاعدة بيانات الفيلم (الإنجليزية)
- ديفيد غيلر في قاعدة بيانات الأفلام على الإنترنت